# Coraline
Pour le film d'animation adapté du livre, voir Coraline.
Pour les articles homonymes, voir Coraline.
Coraline (titre original : Coraline) est un conte noir de l'écrivain britannique Neil Gaiman, publié en 2002 par Bloomsbury et Harper Collins. Il a été traduit en français par Hélène Collon et publié en 2003 aux éditions Albin Michel Jeunesse.
Comparé à Alice au Pays des Merveilles de Lewis Carroll pour son surréalisme et par la présence de réalité alternative, il a remporté le prix Hugo du meilleur roman court 2003, le prix Nebula du meilleur roman court 2003, le prix Locus du meilleur roman pour jeunes adultes 2003, le prix British Science Fiction de la meilleure fiction courte 2002 et le prix Bram Stoker de la meilleure œuvre pour les jeunes lecteurs en 2002. Son adaptation en bande dessinée par P. Craig Russell a remporté le prix Eisner 2009 de la meilleure publication pour adolescents.
Il a été également adapté en un long-métrage d'animation en volume, dirigé par Henry Selick qui a remporté le « Cristal du long métrage » au Festival international du film d'animation d'Annecy 2009.

## Résumé
Coraline et ses parents viennent de déménager dans une maison partagée en plusieurs appartements. Le lendemain de son installation, Coraline part explorer son nouvel univers. Après avoir entendu des bruits étranges et vu une ombre détaler dans un couloir, elle ouvre une petite porte dérobée et se retrouve dans un appartement presque identique au sien. 
Coraline découvre alors « l'autre mère » et son « autre père ». Chacun se montre très gentil, mais possède des boutons à la place des yeux. Coraline le remarque, mais la féerie du lieu le lui fait oublier. Cependant, quand l'autre mère lui propose de lui coudre des boutons à la place des yeux, Coraline prend peur et fuit vers le monde réel. Elle est soulagée, jusqu'à ce qu'elle se rende compte que ses parents ont été enlevés par l'autre mère. Furieuse, elle retourne dans l'autre monde et met au défi l'autre mère pour récupérer ses parents. Elle réussit et elle quitte l'autre monde avec ses parents.

## Personnages
- Coraline Jones est la jeune héroïne. Petite fille de nature très curieuse, elle trouvera derrière une mystérieuse porte un monde parallèle, réplique de sa véritable vie.
- Mel Jones est la mère de Coraline. Elle télétravaille chez elle. Elle est très occupée la plupart du temps et se montre parfois un peu inattentive. Mais, comme toute mère, elle aime et s'occupe de sa fille. Elle est mariée à M. Jones, le père de Coraline.
- Charlie Jones est le père de Coraline. Il télétravaille lui aussi à domicile, via son ordinateur sur lequel il passe également plus de temps qu'avec sa fille.
- Le chat, allié de Coraline, il a la capacité de parler, mais seulement dans l'autre monde.
- L'Autre Mère est une créature démoniaque et possessive qui capture les enfants pour les retenir à jamais. Elle est décrite comme une exacte copie de la mère de Coraline mais est cependant plus grande et plus mince, a une peau extrêmement pâle, des doigts très longs aux ongles rouge sombre, de longs cheveux noirs ondulés comme des serpents et possède pour yeux de gros boutons de chemise noirs.
- L'Autre Père est le clone du père de Coraline. Il n'est en fait qu'une création de l'Autre Mère dont le but est de l'aider à garder la fillette dans l'Autre Monde.
- Miss Miriam Forcible et Miss April Spink forment un duo d'actrices burlesques retraitées qui passent pratiquement tout leur temps à raconter leurs aventures de comédiennes. Elles vivent en dessous de chez Coraline, entourées de nombreux Fox-Terrier. Dans l'autre monde, elles sont jeunes, jolies et charmantes, ayant la même apparence qu'elles avaient à leur grande époque sur scène.
- M. Bobinsky est un vieil acrobate encore agile habitant au-dessus de chez Coraline et considéré comme « légèrement dérangé ». Il prétend posséder un cirque de souris savantes.
- Les trois enfants fantômes sont les anciennes victimes de l'Autre Mère qui ont fini emprisonnés en tentant de s'enfuir. Ils sont enfermés dans une sombre pièce pas plus grande qu'un placard et cachée à travers le miroir de l'autre couloir. Ils ne peuvent pas s'échapper car  la sorcière retient leurs âmes.

## Éditions
- Coraline, Bloomsbury Publishing, 24 janvier 2002, 162 p.  (ISBN 0-06-052188-0)
- Coraline, Éditions Albin Michel, coll. « Wiz », 3 janvier 2003, trad. Hélène Collon, 153 p.  (ISBN 2-226-14019-0)
- Coraline, Albin Michel jeunesse, coll. « Wiz », 2009, trad. Hélène Collon, 160 p.  (ISBN 978-2-226-19344-5)
- Coraline, J'ai lu, coll. « Fantastique » no 978-2-290-04063-8, 9 mai 2012, trad. Hélène Collon, 154 p.  (ISBN 978-2-290-04063-8)

## Adaptations
- Le roman a été adapté en bande dessinée par P. Craig Russell en 2008.
- En 2009, il est adapté au cinéma par Henry Selick, réalisateur de L'Étrange Noël de monsieur Jack. Il s'agit d'un film d'animation homonyme en stop motion, sorti le 10 juin 2009.
- Côté théâtre, une adaptation musicale du roman a été réalisée en 2009. La musique et les chansons sont composées par Stephin Merritt, et la pièce est produite par MCC Theater et True Love Productions off-Broadway au Théâtre The Lucille Lortel.
- Le roman a été aussi adapté en jeu vidéo. Il fut développé par Papaya Studio, et sorti en 2009 sur Nintendo DS, Nintendo Wii et Playstation 2.

### Documentation
- Olivier Maltret, « Coraline : de l'autre côté du miroir », dBD, no 33,‎ juin 2009, p. 84.